# لاند (استان لهستان بزرگ‌تر)
لاند (به لاتین: Ląd) یک روستا در لهستان است که در گمینا لاندک واقع شده‌است. لاند ۶۰ نفر جمعیت دارد.